# Кинварх ап Мейрхион
Кинварх Угрю́мый (Кинварх Холо́дный лат. Cunomarcus, англ. Cunomark the Dismal, валл. Cynfarch Oer) (умер в 570) — король Северного Регеда в 535—570 годах.

## Биография
Кинварх родился около 460 года. Его матерью была Эссилт верх Килвинед, а отцом Мейрхион Гул. Кинварх был праправнуком Коэля Старого и стал родоначальником династии Кинвархингов, которой средневековые валлийские авторы приписывали старшинство среди всех многочисленных родов, возводивших своё происхождение к королю Коэлю.
После смерти Мейрхион Гула в 535 году единый Регед был разделён между двумя его сыновьями. Кинварх стал править Северным Регедом. Кинварх был недоволен тем, что унаследовал не весь Регед, и решил расширить границы своего королевства на севере. Около 550 года Кинварх захватил Галвидел, земли королевства Мэн, расположенные на острове Британия, и изгнал оттуда короля Сенилта. Однако закрепиться в Галвиделе Кинварху не удалось и вскоре он был выбит оттуда Тутагуалом Алт-Клуитским.
Кинварх скончался в 570 году. Его преемником стал сын Уриен.
Вскоре после смерти Кинварх стал почитаться как святой в некоторых областях Уэльса. День его памяти отмечают 8 сентября. Кинварха ап Мейрхиона считают основателем церквей в Ллангинвархе и Денбингшире и часто путают со святым Кинвархом из Чепсоу, почитаемым в этих же местах.

## Семья
Супруга — святая Ниваин, внучка короля Брихейниога Брихана.
Сыновья
- Анараун
- Ллеу король Северного Солуэя в 573—616 годы
- Араун король Северного Солуэя в 573—630 годы[8]
- Уриен король Северного Регеда в 570—590 годы

Дочери
- Энинни, она же Хенфин, мать Мейрига, короля Гвента.[9]
- Эрвидил